# René-Louis de Girardin
René-Louis de Girardin, marquis de Vauvray, né le 24 février 1735 à Paris et mort le 20 septembre 1808 à Vernouillet (Seine-et-Oise), est un paysagiste et militaire français.
Après une brève carrière militaire, il devient en 1766 seigneur d'Ermenonville. Il fut un admirateur et un ami de Jean-Jacques Rousseau dont sa philosophie du retour à la nature transparait dans ses œuvres paysagères. Il est ainsi le créateur des jardins d'Ermenonville, premier jardin à l'anglaise sur le continent. Ce dernier fut à l'origine de la mode des jardins paysagers anglo-chinois et exerça une influence sur la création de parcs jusqu'au milieu du XIXe siècle.
Girardin avait aussi des ambitions de réformateur social et de musicien, entre autres, mais ne laissa aucune œuvre d'envergure de ses autres domaines d'activités intellectuelles.

## Biographie

### La vie de René-Louis de Girardin jusqu'à l'installation à Ermenonville
Le marquis René-Louis de Girardin est né le 24 février 1735 à Paris. Les Girardin ont donné à la monarchie française, au XVIIIe siècle, un ambassadeur en Turquie (Pierre de Girardin), un marin de talent (son grand-père Jean-Louis Girardin de Vauvré) et plusieurs magistrats.
Il est le descendant de Claude Girardin, et de son épouse Anne de Chaumont. Son fils Pierre, arrière-grand-père de René-Louis (1618-1657) épousa en 1643 Anne de Villers. Le grand-père paternel de René-Louis fut René-Louis Girardin de Vauvré (1647-1724), intendant de la Marine, conseiller de la Marine et conseiller d’État. Avec Louise-Françoise Bellinzani (1664-1752) qu'il avait épousée en 1680, il eut deux fils, Alexandre-Louis (1685-1745) et Louis-Alexandre (1699-1782). Ce fut le père de Réné-Louis. Marquis de Vauvray (l'orthographe du patronyme ayant évolué), il fut aussi seigneur de La Cour-des-Bois (Sarthe), de Préaux et d'autres lieux, conseiller lay au Parlement de Paris et ancien maître des requêtes de l'hôtel du Roi. - La mère du marquis René-Louis de Girardin fut la marquise de Vauvray, née Catherine Hatte. Elle possédait à Paris un grand hôtel de style Louis XIV,.
Peu de documents renseignent sur l'enfance et la jeunesse de René-Louis de Girardin. Son fils aîné Stanislas rapporte dans ses mémoires que son père avait fait d'excellentes études, et qu'il aimait beaucoup les arts, mais comme il n'avait commencé que tardivement à les cultiver, il jouait mal le violon, et ne dessinait pas bien. Il embrassa la carrière des armes plus ou moins par obligation, et « en tempéra l'âpreté par la culture des arts ». En 1754, il devient mousquetaire de la Ire compagnie, et obtient le brevet de capitaine au régiment Royal Dragons seulement un an plus tard. Le jeune officier se distingue pendant la guerre de Sept Ans (1756-1763), mais quitte le service des armes avant la fin du conflit pour rejoindre la cour de Lunéville afin de servir Stanislas Leszczynski, duc de Lorraine à titre viager et beau-père du roi Louis XV de France, à qui il devait cette souveraineté sous administration française. Ce dernier nomma Girardin enseigne de ses gardes du corps, puis en fit leur capitaine. De ses séjours aux camps militaires, Girardin avait conservé la volonté autoritaire de l'homme habitué au commandement. Le 20 avril 1761, René-Louis de Girardin épouse en la paroisse Saint-Jacques de Lunéville, Brigitte-Adélaïde-Cécile Berthelot de Baye, dont le père, Charles François Berthelot, baron de Baye, était très attaché à l'ancien roi de Pologne et était le frère de Jeanne-Agnès Berthelot de Pléneuf, et dont la mère est Cécile Elisabeth Rioult de Curzay. Il fut maréchal des camps et armées de Lorraine.
René-Louis de Girardin est en bons termes avec le souverain polonais de la Lorraine qui lui fit l'honneur d'être parrain de son fils aîné, Cécile-Stanislas-Xavier, né le 19 janvier 1762. L'année suivante, naît le deuxième enfant du couple, Sophie. L'ancien roi de Pologne affectionne les arts et le théâtre, et Palissot est régulièrement présent à la cour. En même temps, Girardin a déjà découvert son goût pour les idées de Jean-Jacques Rousseau. Il réagit avec dégoût à une représentation de la pièce de Palissot, Les Philosophes, au théâtre du château de Lunéville. Aucune trace écrite ne permet de l'affirmer, mais il est possible que le souverain et son capitaine se brouillent à la suite de ce spectacle. Quoi qu'il en soit, Girardin se tient désormais souvent éloigné de la vie à la cour et entreprend de longs voyages à l'étranger. Il parcourt l'Allemagne, visite l'Italie et découvre l'Angleterre, pays qui connaît un grand et nouveau développement agricole. Girardin se trouve une passion pour ce pays, tout en estimant que l'on y attache trop d'importance à l'étiquette. Visitant les jardins de Blenheim et de Stowe (Buckinghamshire), il leur trouve « plus de magnificence que de conséquence et de vérité ». L'émerveillement est d'autant plus grand devant les jardins anglais « The Leasowes » (en). En 1766, René-Louis de Girardin profite du décès de Stanislas Leszczyński, le 23 février, pour se libérer de ses obligations à la cour de Lunéville et venir s'installer définitivement à Ermenonville.

### Le marquis de Girardin comme seigneur d'Ermenonville
C'est l'importante fortune que son grand-père maternel René Hatte lui légua à sa mort en 1762 qui permet à René de Girardin de racheter les parts des autres héritiers sur le domaine d'Ermenonville et de le réaménager par la suite (voir ci-dessous, L'Œuvre). Or, avant le décès de Leszczyński, il ne séjourne qu'épisodiquement à Ermenonville, son temps libre étant essentiellement consacré aux voyages. Les habitants d'Ermenonville ne voient guère leur nouveau seigneur pendant les premières années, espérant que vienne le jour qu'il ne néglige plus ses fonctions sur place, comme son prédécesseur l'avait déjà fait.
En dépit d'un mode de vie à la marge des mœurs de la noblesse d'alors (voir ci-dessous), René-Louis de Girardin maîtrise toutes les arcanes de la vie à la cour de Versailles et est à l'aise dans les rapports humains avec le roi, les ministres et dignitaires. Ceci ne l'empêche probablement pas, à l'instar de son fils Stanislas, de considérer cette société et ses rites avec ironie et un certain détachement.
Le seigneur d'Ermenonville est en faveur d'un gouvernement selon les préceptes développés par Rousseau dans Du Contrat social. Il est conscient des abus de pouvoir que rend possible la monarchie absolue, car il en fait aussi les frais. En effet, la capitainerie d'Halatte, dont dépend également la forêt d'Ermenonville, réserve à son capitaine des chasses royales, le prince de Condé, des droits discrétionnaires. Les droits de propriétaire terrien du marquis de Girardin, tout comme ceux des agriculteurs de sa seigneurie, sont régulièrement lésés, et les terres ravagées par l'équipage du prince du sang.
René de Girardin s'indigne de voir ses paysans ne pouvoir défendre leurs récoltes contre le gibier trop abondant. La France traverse une crise économique et agricole pendant les années 1780, et il s'intéresse vivement aux misères des campagnes. Lorsqu'une inondation fait des ravages dans la nuit du 6 décembre 1787, il fait tout son possible pour réparer les préjudices subis par les paysans d'Ermenonville. Comme beaucoup de nobles libéraux, le marquis de Girardin voit la nécessité de réformes et voit venir la Révolution avec autant d'espoirs que d'inquiétudes, ne sachant pas dans quelle direction l'évolution pourrait abonder.
Une expression de son attitude envers ses gens est sans doute le rond-point de danse, avec son orchestre champêtre sous un grand hêtre et sa salle de danse servant en cas de mauvais temps, que Girardin a fait aménager au carrefour routier à l'ouest du parc Jean-Jacques-Rousseau. Il y avait également un jeu d'arc et un jeu de la balle. D'après l'auteur anonyme de Promenade ou itinéraire des jardins d'Ermenonville, « C'est sous l'ombrage de cet arbre superbe, que les paysans se ressemblent les Fêtes & Dimanches. Dès que les sons aigres et faux des ménestriers se font entendre, toute la jeunesse s'anime, chaque garçon va choisir une fille : son cœur conduit sa main, & tous se mettent à sauter en cadence, ou à peu près ». Ainsi le seigneur s'occupe des loisirs et de la détente des villageois.

### La vie de famille à la cour d'Ermenonville
Après son installation à Ermenonville, la famille de Girardin s'agrandit encore de trois garçons : Alexandre-Louis (1767-1848), 
Amable-Ours (1769-1794), Alexandre-Robert (1776-1855) et d'une fille : Adelaïde. Stanislas a le titre de vicomte d'Ermenonville ; Louis celui de marquis de Brégy, devenant député sous la Restauration et la monarchie de Juillet ; et Alexandre devint général sous Louis XVIII. Au moins pendant les premières années, Ermenonville reste une résidence d'été, et pendant l'hiver, la famille demeure à l'hôtel particulier hérité de la marquise de Vauvray. L'éducation dispensée par le père est assez rude, à la spartiate, obligeant les enfants à grimper sur un mât de cocagne installé dans la cour du château pour chercher leur déjeuner, ou les faisant faire le voyage de Paris à pied. L'autorité du père était absolue.
D'autre part, René de Girardin laisse toute liberté à ses enfants de courir dans les champs et dans les bois avec les enfants du village. Pour être à leur aise, ils s'habillent plus commodément que le voulaient les usages de l'époque ; les filles avec des simples robes de drap brun, des « amazones » ; et les garçons avec des « petites vestes à l'anglaise », dont ils lancent ainsi la mode à la cour de Versailles, en hiver 1775 paraît-il. Les six enfants partagent, pendant leurs jeunes années, les bancs d'école avec les petits paysans, suivant les leçons dispensées par le curé d'Ermenonville, l'abbé Brizard, et son maître d'école, Nicolas Harlet. René de Girardin engage aussi des précepteurs, allemands notamment, pour l'enseignement de l'Allemand, des sciences et de la musique. Stanislas de Girardin se souvient que les domestiques autour de lui ne parlaient que l'allemand, et que toute autre langue lui était interdite, si bien qu'il parlait cette langue beaucoup mieux que le français
. Deux artistes viennent successivement vivre au château d'Ermenonville, partageant tous les repas familiaux, pour apprendre aux enfants à dessiner avec beaucoup de goût. Ce sont Claude-Louis Châtelet, puis Georges-Frédéric Meyer, qui meurt toutefois moins de deux ans après son arrivée. Sa tombe se trouve au parc Jean-Jacques-Rousseau. Par ailleurs, Louis prendra plus tard des cours auprès de Jean-Pierre-Xavier Bidauld et laisse des peintures à l'huile.
René-Louis de Girardin fait du « retour à la nature » prôné par Jean-Jacques Rousseau son crédo. Selon Martin-Decaen, « Girardin, il faut lui rendre cette justice, s'était efforcé d'appliquer ses principes dans sa vie privée. Les visiteurs d'Ermenonville parlent sans cesse des vertus patriarcales du propriétaire, de sa simple vie familiale, entouré de quelques amis, digne d'un philosophe antique ». Difficile à respecter pendant les séjours à Paris pendant l'hiver, la simplicité est la règle à Ermenonville. Cécile-Brigitte partage les goûts et orientations de son mari. Les journées étaient bien remplies des activités et distractions les plus diverses : le dessin, la musique (par beau temps, dans la nature ou sur une barque), la promenade à cheval ou en voiture, le canotage, la pêche et la chasse. René-Louis de Girardin s'occupe en priorité de la création de ses jardins, et compose et écrit une romance intitulée “ La Romance du berger de la grotte verte », se rapportant à l'une des fabriques du parc.

### L'implication de René-Louis de Girardin dans la Révolution française
En novembre 1789, René de Girardin note que la conception de la liberté d'un député à l'Assemblée Nationale telle que formulée par Rousseau dans son “ Gouvernement du Pologne “ est trop conservateur, voire absurde : pour Rousseau, les représentants doivent obéir aux instructions des assemblées constituantes sur le plan local, alors que les députés de l'assemblée de Paris refutent ce principe, ce que le marquis approuve. Il reste sinon fidèle à ses principes, et sa maxime, tirée de Rousseau, est de ne rien changer sans nécessité, ni pour retrancher, ni pour ajouter. René de Girardin réalise rapidement que les représentants manquent de modération, ayant couvert le pays de ruines, comme il le remarque en 1791. Le règne de la raison et de la justice parmi les hommes, telle que le créateur d'Ermenonville l'avait espéré, n'est donc pas pour le moment, mais jusqu'en 1792, Girardin garde encore confiance. Il est nommé commandant de la garde nationale d'Ermenonville et convie les volontaires de la région à un dîner au château, avec leurs compagnes, et leur remet à chacun 25 francs pour achat de chaussures et frais de route.
À Paris, René-Louis de Girardin participe régulièrement aux séances des clubs des Jacobins et des Cordeliers pour y défendre les principes de la Déclaration des droits de l'homme et du citoyen de 1789. Au printemps 1791, il tient deux discours qui seront imprimées par la suite ; l'un le 29 mai sur « L'Institution de la force publique », condamnant l'armée de l'Ancien Régime, et l'autre le 7 juin, « Sur la nécessité de la ratification de la loi par la volonté générale », préconisant la démocratie directe. Or, ses paroles pourtant clairement formulées ne sont pas comprises, et Girardin se confine à Ermenonville, avec la famille de son ami, le chevalier Tautest du Plain. Sous la Terreur, on n'honore plus Jean-Jacques Rousseau que pour la forme, tout en s'en éloignant de plus en plus. Son dernier protecteur ne peut pas s'empêcher de prendre position contre les nouveaux tyrans, ce qui lui vaut une dénonciation calomnieuse, avec la suspicion de comploter contre la République.
Quand le peuple entame la guerre aux châteaux, le marquis préfère rester discret et décide de vivre dans l'isolement, afin de sauver son domaine et son intégrité. Ceci ne le protégera pas d'une dénonciation au club des Jacobins. Le 31 août 1793, René de Girardin doit effectuer une déclaration de civisme, ce qu'il fait ; le comité de sûreté générale met toutefois sa sincérité en doute et l'assigne à résidence avec son épouse. Des scellés sont apposés sur la porte. En même temps, ses fils sont arrêtés à Paris et à Sézanne. Sa fille Sophie est emprisonnée à l'Abbaye. La protestation et les pétitions de la municipalité d'Ermenonville n'y changent rien. Girardin réussit d'échapper à la guillotine en écrivant dans sa lettre de protestations qu'il est attaché de cœur et d'esprit aux Jacobins et que sa conduite avait été approuvée dans tous les temps par tous les anciens patriotes, et notamment par son ami Marat. Le 9 thermidor an II (27 juillet 1794), Sophie parvient à se libérer de sa prison et intrigue pour faire libérer les autres membres de sa famille, et le 22 thermidor (9 août), les époux Girardin peuvent enfin sortir de leur château.

### La vie de René-Louis de Girardin après la Révolution
L'ancien seigneur doit constater que les habitants se sont montrés peu dévoués à son égard, et retrouve ses jardins saccagés. René de Girardin sort découragé à jamais des épreuves des années 1794-95, et ne proteste guère contre le transfert des cendres de Jean-Jacques Rousseau au Panthéon, qu'il vit comme un outrage à la mémoire de son ami. Quelque temps après, les époux Girardin quittent Ermenonville et s'installent définitivement près de Vernouillet, où ils possèdent encore une maison et des terres. Ils viennent vivre au château de leur ami, Tautest du Plain, et ne participent plus à la vie publique. René de Girardin ne retourne que rarement à Ermenonville, et se met à transformer le parc du château de Vernouillet selon sa façon. Ne laissant pas de témoignages écrits des dernières années de sa vie, l'on ignore comment il occupe ses journées. Il est désormais un homme du passé, et les gloires de l'Empire le laissent indifférent.
Le marquis fait son testament en date du 21 mars 1808, six mois avant sa mort, et stipule que le château d'Ermenonville doit venir en indivis à ses trois fils survivants, dont les propres enfants doivent conserver le même mode de propriété. Ayant su conserver sa fortune pendant la Révolution, elle est toujours considérable. Le testament se termine avec une invocation religieuse. Le 20 septembre 1808, René-Louis de Girardin meurt à Vernouillet. Selon sa volonté, il est enterré à côté de son ami, le chevalier Tautest du Plain, dans le cimetière de Vernouillet qui a été transféré vers un autre endroit depuis. Depuis longtemps, sa pierre funéraire est rongée et l'inscription effacée.

## La philosophie de René-Louis de Girardin
Le seigneur d'Ermenonville est pour son biographe Martin-Decaen l'“ une des plus curieuses figures du XVIIIe siècle “. “ Nous verrons en lui, dans toute sa vie, ces trois caractères : le gentilhomme grand seigneur, le mécène curieux et l'artiste passionné par la beauté des paysages rustiques “. René-Louis de Girardin adhère à la « Philosophie », vue au siècle des Lumières comme un nouveau mouvement, et aux idées nouvelles, avec grand enthousiasme. Selon l'acception contemporaine de lors, le terme « philosophe » désigne un homme dont l'action est mûe par la raison, sans se faire influencer par les traditions et par les préjugés. La philosophie représente, pour ses adeptes, l'aliment des sciences naturelles et humaines ; elle apprend à l'homme à penser raisonnablement et à procéder à des déductions logiques. Ainsi est-il peu surprenant que l'une des colonnes du temple de la Philosophie moderne au parc d'Ermenonville soit dédiée à Isaac Newton, associé avant tout à la physique aujourd'hui.
Le marquis de Girardin s'occupe lui-même de la recherche scientifique et publie un article sur les eudiomètres dans le Journal de Physique de Rozier. Sur le plan de la philosophie, il semble préférer toutefois de traduire ses pensées par sa création paysagère, car il ne publie rien sur ce domaine, se contentant d'annoter les ouvrages qu'il analyse. Ses auteurs préférés sont Jean-Jacques Rousseau et Michel de Montaigne, et leurs œuvres, Du contrat social, les “ Considérations sur le gouvernement de Pologne “ et “ les Essais “. Idéologue avant d'être philosophe, René de Girardin s'est composée une doctrine fixe et retient des œuvres étudiées tout ce qui pouvait la conforter, faisant abstraction du reste. « Rien ne pouvait contredire ses idées préconçues, mais il trouvait en toutes choses des arguments en leur faveur ». Philanthrope croyant fermement en le progrès de l'humanité, le marquis est un grand rêveur, mais un rêveur froid, car l'irrationnel n'a pas sa place dans ses conceptions. Ainsi n'accepte-t-il pas tout dans Rousseau, mais partage ses idées générales, ses sentiments, son idéal et son aversion contre les brusques changements.
Ceci étant dit, Girardin ne conçoit pas le retour à la Nature comme allant de pair avec un abandon des sciences et des arts, bien au contraire. Le « retour à la Nature » traduit pour lui une vie familiale et sainte, vertueuse et excellente, avec une morale pure, ramenant le bonheur sur terre. L'homme y parviendrait en comprenant ses erreurs, préjugés et égarements grâce aux lumières de la philosophie et des sciences. Les paysages et mises en scène pastorales au parc d'Ermenonville et le goût pour les auteurs bucoliques traduisent ainsi une métaphore de la vie sur terre telle que Girardin se la souhaite pour l'avenir, et les paysages créés par ses soins doivent faciliter la prise de conscience du visiteur, que le marquis veut ainsi aider à trouver le bon chemin.

## Œuvre

### Origines et influences des jardins d'Ermenonville
Lors de la prise de possession du domaine par René-Louis de Girardin, le château n'était de l'intérieur qu'un édifice assez banal, et les fonds de vallée n'étaient que marécages et terres incultes. Lors de ses voyages d'études en Angleterre entre 1762 et 1766, le futur marquis avait découvert l'application de principes propres à la peinture et à la poésie au domaine du jardinage. À la suite du décès de Leszczyński, Girardin pouvait se consacrer pleinement à l'élaboration de son projet de création d'un parc à l'anglaise. Dans un premier temps, ce dernier devait occuper une quarantaine d'hectares autour du château d'Ermenonville. Le peintre Hubert Robert officiait comme conseiller artistique.
René-Louis de Girardin s'inspira des idées développées par Jean-Jacques Rousseau dans son roman épistolaire de 1761, Julie ou la Nouvelle Héloïse, sur un jardin redevable uniquement à la nature contrastant avec le jardin régulier : le jardin de l'Élysée à Clarens. Mais Girardin s'en éloigne en même temps quand il recherche une accentuation du sentiment romantique par certains types de fabriques, comme les grottes et ruines. Ses théories prennent forme grâce à l'étude des œuvres et réalisations de Joseph Addison, Alexander Pope et Shaftesbury, qui ont tous les trois publié des articles sur le jardinage voire fait aménager des jardins qui étaient à l'origine du développement du jardin anglais.

### La réalisation de l'œuvre paysagère
Le terrain du domaine d'Ermenonville présentait un inconvénient de taille, le sol marécageux, mais aussi des avantages: le relief légèrement accidenté se prêtait tout naturellement à la création d'un paysage varié, et un cours d'eau pour alimenter les lacs et étangs traversait déjà les lieux. Le marquis fit venir exprès deux cents ouvriers anglais. L'assèchement des marais et le gros œuvre ont pris une dizaine d'années ; Girardin confia la direction de ces travaux au jardinier réputé Jean-Marie Morel. Leur collaboration cessa par la suite en raison de la divergence de leurs points de vue respectifs : Morel s'opposait à la plupart des fabriques et laissait une plus grande partie de la création à la nature, tandis que Girardin soutenait le bien-fondé des fabriques dont le rôle était de ramener l'homme vers la nature. En outre, Girardin voulait dépasser le simple jardinage et s'est fait créateur de paysages à la manière d'un peintre, et selon des règles de composition et des modes de composition picturaux.

### La conception des jardins
René-Louis de Girardin développa ses propres conceptions dans un essai au titre aussi long qu'explicite : De la composition des paysages sur le terrain ou des moyens d'embellir la nature près des habitations en y joignant l'agréable à l'utile. Ce bref ouvrage a été publié sous la forme d'un livre en petit format en 1777, quand l'aménagement du parc d'Ermenonville toucha à sa fin. La rupture avec la conception classique du jardin français est prononcée d'une façon des plus explicites : « Le fameux Le Nôtre, qui fleurissoit au dernier siècle, acheva de massacrer la Nature en asujettisant tout au compas de l'Architecte; il ne fallut pas d'autre esprit que celui de tirer des lignes, & d'étendre le long d'une règle, celle des croisées du bâtiment; aussitôt la plantation suivit le cordeau de la froide simétrie (…), les arbres furent mutilés de toute manière (…), la vue fut emprisonnée par de tristes massifs (…), aussitôt la porte la plus voisine pour sortir de ce triste lieu, fut-elle bientôt le chemin le plus fréquenté » (p. IX-XI).
Le marquis estime que dans un parc, ne doivent paraître ni clôtures ni jardins, car « tout arrangement affecté (…) ne peut jamais produire l'effet pittoresque d'un tableau ou d'une décoration ». Girardin s'intéresse au contraire à l'embellissement et à l'enrichissement de la nature, ce qui exclut tout de même de céder la place au désordre ou au caprice, comme il dit. « Si la nature mutilée et circonscrite, est triste & ennuyeuse, la nature vague & confuse n'offre qu'un pays insipide, & la nature difforme, n'est qu'un monstre ». « Ce n'est donc ni en Architecte, ni en Jardinier, c'est en Poëte & en Peintre, qu'il faut composer les paysages, afin d'intéresser tout à la fois, l'œil & l'esprit ». L'effet pittoresque et la nature ne peuvent avoir qu'un même principe: « que tout soit ensemble, et que tout soit bien lié ».
Concrètement, ce principe se traduit par la création de perspectives de vue comportant une transgression du proche au lointain en plusieurs échelons. Au premier plan, le parc proprement dit avec une fabrique ou des parties du village d'Ermenonville (qui était alors visible depuis le Petit Parc); au deuxième plan, des monuments architecturaux du voisinage d'Ermenonville comme notamment l'abbaye de Chaalis et le donjon de Montépilloy ; et au troisième plan, les forêts, villages et fermes éloignés. Toutefois, un certain nombre de fabriques n'entraient pas dans la composition de perspectives et ne devaient se découvrir qu'au fur et à mesure de la promenade.

### L'intention du créateur
L'expérience du promeneur devait se réaliser, selon Girardin, en partant de trois registres de perception : par les yeux pour saisir le pittoresque ; par l'esprit pour s'approprier la poésie des lieux (plusieurs fabriques portant par ailleurs des citations de poésie) ; par l'âme pour ressentir le romantisme en émanant. Le marquis comptait aussi sur la connaissance des références picturales répandues et des métaphores courantes dans la peinture paysagère italienne et française.
La compréhension des messages que Girardin voulait adresser aux promeneurs n'est pas aisée. Les styles architecturaux des fabriques manquent d'unicité et les textes poétiques dispersés au parc avec l'aide de ces dernières sont empruntés de tous les époques de création, du Moyen Âge jusqu'au XVIIIe siècle. En effet, le parc exprime les pensées de son créateur et tiennent de ses références culturelles, qu'il faudrait pouvoir tenir en compte. Mais dans son propre essai sur le jardinage mentionné ci-dessus, Girardin ne livre que peu de clés à l'interprétation car il cherche d'éviter de mettre en avant ses goûts personnels.

### Le message de réforme sociale
Dans son essai, René de Girardin ne parle pas uniquement de la création de parcs paysagers, mais développe, dans le dernier chapitre, un modèle spatial de l'organisation d'un village rural, un modèle économique et sociologique d'une réforme agraire, ainsi que des idées pour la réforme du commerce. Son but ici n'est point d'ordre métaphysique; il vise à réduire les déséquilibres entre riches et pauvres et à mettre fin à la misère dans les campagnes. Sur le fond de ses observations sur la réforme agraire anglaise au début du XVIIIe siècle, le marquis voulait en faire une démonstration au parc d'Ermenonville. Les petites parcelles devaient être réunies en redistribuant les propriétés, pour rendre l'exploitation plus rentable, et une pâture commune devait se trouver au centre du village; ceci afin de remédier au confinement des maisons (engendrant des maladies) et afin de pouvoir renoncer au gardiennage des animaux (une pâture commune peut être clôturé). Girardin y imaginait également un espace de jeux et de vie sociale. Dans le secteur est du Petit Parc (ou parc nord), le marquis a donc fait construire quelques maisons disposées de la sorte, qui furent réellement habitées par des cultivateurs. On voit aisément à quel point les ambitions du marquis de Girardin sont éloignées des préoccupations d'une Marie-Antoinette qui, avec son hameau du Trianon, ne pensait qu'au divertissement.

## Le séjour de Jean-Jacques Rousseau

Jean-Jacques Rousseau en 1766

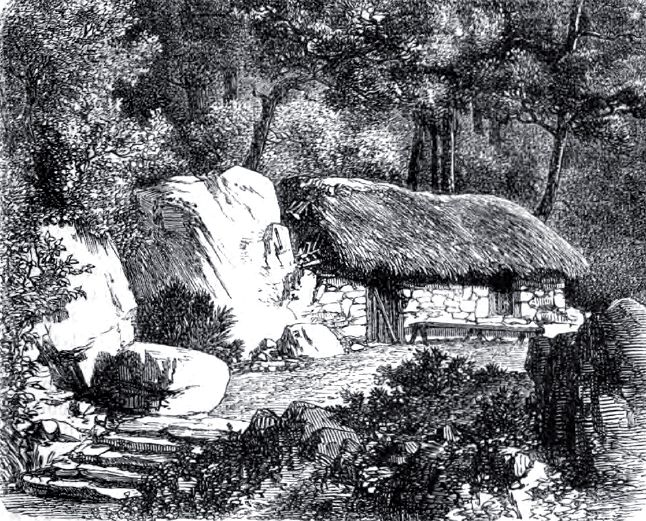
La « cabane du philosophe », où Rousseau passait de longues heures lors de son séjour en 1778.

Rousseau et Girardin s'étaient connus pendant les années 1770 à Paris, quand le philosophe demeurait rue Plâtrière et que le marquis lui commandait des copies de partitions italiennes. Au printemps 1778, sa compagne Marie-Thérèse Le Vasseur avait la santé défaillante, et le médecin consulté avait conseillé de s'installer à la campagne avant les chaleurs de l'été. Le couple était alors à la recherche d'un nouveau domicile.
Sur l'invitation pressante du marquis, un de ses plus fervents admirateurs, Rousseau alors au faîte de sa gloire et son médecin, le docteur Le Bègue de Presle, arrivent à Ermenonville le 28 mai 1778 (Thérèse Levasseur suivant plus tard). Il y retrouve avec un enthousiasme extraordinaire la nature et des « arbres frais ». « Ah, monsieur ! s'écrie-t-il en se jetant à mon cou, il y a longtemps que mon cœur me faisait désirer de venir ici et mes yeux me font désirer d'y rester toujours », rapporta René de Girardin. S'adressant par la suite à l'épouse de Girardin : « Vous voyez mes larmes, ce sont les seules de joie que j'ai versées depuis bien longtemps, et je sens qu'elles me rappellent à la vie ». Si Rousseau avait décidé de s'installer provisoirement à Ermenonville, ce fut aussi pour son état de santé devenu préoccupant. Le nouvel environnement lui faisait du bien, l'écrivain semblait oublier la noire tristesse qui l'avait accablé pendant les précédentes années. Pour témoigner de sa gratitude envers la famille de Girardin, il donna des leçons de chant et de botanique aux enfants. Rousseau herborisait aussi comme de son habitude, et passait parfois des journées entières dans une cabane située au sud-est de l'étang du Désert, dans la partie du parc qui portait le même nom.
Le caractère de Thérèse Levasseur causa toutes sortes de chagrins à son mari et des désagréments à René de Girardin, selon les souvenirs de son fils Stanislas. Le séjour du philosophe sera de courte durée : le 2 juillet vers midi, il subit une crise d'apoplexie dans son petit pavillon (disparu) du parc, et meurt le soir même peu après 22 h 00. Cette disparition inattendue et les ombres pesant sur les relations humaines, imputables à la concubine de Rousseau, expliquent sans doute pourquoi la thèse du suicide, jamais corroborée, surgit au grand jour. C'est surtout les ennemis de Rousseau qui la répandent pour étayer le soupçon de sa prétendue folie, et ils clamaient même que Girardin aurait attiré le philosophe à Ermenonville par pure vanité, soutenu dans ce sens par Thérèse Levasseur : selon elle, Rousseau n'aurait séjourné à Ermenonville qu'à regret.
Rousseau venait tout juste d'avoir 66 ans. Le 4 juillet 1778, il sera inhumé à minuit à la lumière des torches dans la petite île des peupliers, au cœur du parc qui porte aujourd'hui son nom. L'exécution du tombeau prendra encore presque dix-sept mois. Le cercueil en plomb avec la dépouille embaumée du philosophe sera transférée au Panthéon le 9 octobre 1794 à la suite d'un décret de la Convention: une concession de la part de René de Girardin en fut l'origine, pour être « relevé de la tache originelle de sa noblesse ». Son tombeau sculpté par Jacques-Philippe Le Sueur sur les dessins d'Hubert Robert, n'est plus depuis ce jour qu'un cénotaphe. Ce fut à contrecœur que le marquis s'était séparé de son ami.
Un récit assez complet du séjour de Jean-Jacques Rousseau à Ermenonville nous vient de la plume de René-Louis de Girardin. Publié seulement dans les mémoires de son fils Stanislas parues à titre posthume en 1828, ce dernier encadre le récit de ses propres souvenirs.

## Descendance
```
René-Louis Marquis de Girardin (1735-1808)
X en 1761 Cécile-Brigitte Berthelot de Baye (1736-1818)
│
└─> 
Cécile-Stanislas-Xavier de Girardin
 (
19 janvier 1762
 Lunéville - 
27 février 1827
 Paris)
│   X en 1807 M.F. Serres (1774-1855)
│   │
│   └─> 
Ernest de Girardin
 (1802-1874)
│   │   X en 1826 Laure-Pauline Gaudin (1808-1871)
│   │   │  
│   │   └─> Stanislas-Charles de Girardin (1828-1910)
│   │   │   X Esther Stanton (1828-1873)
│   │   │   │ 
│   │   │   └─> Fernand-Jacques de Girardin (1857-1924) 
S.P.

│   │   │   └─> Suzanne-Jeanne de Girardin (1858-1934) 
S.P.

│   │   │ 
│   │   └─> Marie-Alexandrine de Girardin
│   │   │   X en 1854 Nicolas-Louis comte Desaix 
S.P.

│   │   │ 
│   │   └─> Louise de Girardin
│   │       X en 1859 Henri-Albert de Waresquiel 
S.P.

│   │    
│   └─> Stanislas-Xavier de Girardin (1812-1832) 
S.P.

│   
└─> Sophie de Girardin (1763-1845)
│   X (1) en 1781 Alexandre Comte de Vassy
│   X (2) en 1803 Comte de Bohm
│
└─> 
Alexandre-Louis de Girardin
 (1767-1848)
│   └─> 
fils naturel
 : Ours Alexandre (1793-?)
│   │
│   X (1) en 1793 A. Berthelot de Baye
│   │
│   └─> Alexandre-Numance (1794-1851)
│   │   X en 1821 Sidonie d'Yve de Bavay
│   │   │
│   │   └─> Gustave-Adolphe-Edgard de Girardin (1824-?)
│   │       X ?
│   │       │
│   │       └─> Marie-Louise de Girardin
│   │           X en 1844 Henri Picot de Vaulogé
│   │   
│   └─> Télésie de Girardin
│   │   X en 1827 Auguste Vicomte Ludre-Frolois
│   │  
│   X (2) en 1801 
Victoire de Navailles

│   │  
│   └─> Stanislas de Girardin (1805-1857)
│   │   X Louise Igouf
│   │   │
│   │   └─> Henriette de Girardin
│   │       X en 1863 le baron de la Rochette
│   │ 
│   └─> Eleuthère de Girardin (abbé) (1811-1881) 
S.P.

│   │   
│   X (3) Fanny Muntzenberg
│
└─> Amable-Ours-Séraphin de Girardin (1769-1794) 
S.P.

│
└─> 
Alexandre-Robert de Girardin
 (1776-1855) 
S.P.

│   - Adélaïde-Marie Fagnan
│   │  
│   └─> 
fils naturel
 : 
Émile Delamothe dit Émile de Girardin
 (
21 juin 1806
 à Paris - 
27 avril 1881
 Paris)
│   │   │
│   │   └─> 
fils naturel avec sa première épouse
 : Alexandre de Girardin
│   │   │
│   │   X (1) en 1831 
Delphine Gay
 (1804-1855)
│   │   X (2) en 1856 Wilhelmina Brunold (1834-1892) / divorce en 1872
│   │
│   X Fidèle Vintimille de Luc
│
└─> Adelaïde de Girardin 
    X (1) 
marquis Puget de Barbentane

    X (2) C.L. Bouret de Vezelay
```

Principale source : l'arbre généalogique établi par Geneviève Mazel.
S.P. = sans postérité.